# Heidi Dahlsveen
Heidi Dahlsveen, född 14 april 1966 i Hvalers kommun är en norsk författare universitetslektor vid Universitetet i Oslo. Hon har arbetat som berättare sedan 1996 och har skrivit artiklar och hållit kurser i berättarkonst.

## Föreställningar (urval)
- 2012 – The Peer Gynt Trail, Scottish Storytelling Centre, Edinburgh.[2]

- 2019 – Föreställningen Vår, Teater Pero, Stockholm.[3]